# Roques de Calastre
Les Roques de Calastre és una cinglera del terme municipal d'Abella de la Conca, a la comarca del Pallars Jussà.
Està situada a la riba dreta del barranc de Cal Palateres, a sota i al sud de Montebà i del Bony de Calama. És al nord-est de la Masia Gurdem, de Cal Gurdem Vell i del Forat del Gurdem Vell. A l'extrem sud-occidental de les Roques de Calastre, entre aquesta cinglera i Cal Gurdem Vell es troba el Clotet de Montebà.